# Mattiastrum karataviense
Mattiastrum karataviense är en strävbladig växtart som först beskrevs av Nikolai Vasilievich Pavlov och Mikhail Grigoríevič Popov, och fick sitt nu gällande namn av S.K. Cherepanov. Mattiastrum karataviense ingår i släktet Mattiastrum och familjen strävbladiga växter. Inga underarter finns listade i Catalogue of Life.